# 오스트레일리아의 국장

오스트레일리아의 국장

오스트레일리아의 국장은 1908년 5월 7일 영국의 에드워드 7세 국왕에 의해 처음 승인되었으며 현재의 국장은 1912년 9월 19일 영국의 조지 5세 국왕에 의해 승인되었다.
국장 가운데에 그려져 있는 방패 안에는 오스트레일리아를 구성하는 6개의 주인 뉴사우스웨일스주, 빅토리아주, 퀸즐랜드주, 사우스오스트레일리아주, 웨스턴오스트레일리아주, 태즈메이니아주를 상징하는 문양이 그려져 있는데 다음과 같이 구성되어 있다.
- 뉴사우스웨일스주: 하얀색 바탕에 빨간색 성 조지 십자가 그려져 있고 그 안에 금색 별 4개와 금색 사자가 그려진 문양
- 빅토리아주: 파란색 바탕에 하얀색 남십자자리가 그려져 있고 그 위에 에드워드 참회왕의 관이 씌워진 문양
- 퀸즐랜드주: 하얀색 바탕에 하늘색 몰타 십자가 그려져 있고 그 위에 에드워드 참회왕의 관이 씌워진 문양
- 사우스오스트레일리아주: 노란색 바탕에 검은색 호주까치가 그려진 문양
- 웨스턴오스트레일리아주: 노란색 바탕에 검은색 고니(백조)가 그려진 문양
- 태즈메이니아주: 하얀색 바탕에 빨간색 사자가 그려진 문양

방패 위쪽에는 노란색과 파란색 두 가지 색으로 구성된 띠가 그려져 있다. 띠 위에는 연방의 별이라고 불리는 칠각별이 그려져 있는데 6개의 모서리는 오스트레일리아 연방을 형성한 6개의 주를, 7번째 모서리는 미래의 오스트레일리아에 편입될 주와 준주를 의미한다.
국장 바탕에는 오스트레일리아의 국화인 아카시아로 만든 화환이 장식되어 있다. 방패 왼쪽에는 캥거루, 방패 오른쪽에는 에뮤가 그려져 있다. 방패 아래쪽에 있는 리본에는 국명 "오스트레일리아"(Australia)가 영어로 쓰여져 있다.

## 역대 오스트레일리아의 국장

오스트레일리아의 국장 (1908년 ~ 1912년)

## 같이 보기
- 오스트레일리아의 국기